# 17059 Elvis
17059 Elvis là một tiểu hành tinh that was được phát hiện bởi John Broughton ngày 15 tháng 4 năm 1999. Nó được đặt theo tên Elvis Presley.